# Palacio de los duques de Lorena (Nancy)
El palacio de los duques de Lorena (en francés: palais des Ducs de Lorraine) es la antigua residencia de los duques de Lorena, su residencia principal desde el Renacimiento hasta el siglo XVIII, cuando la corte de Lorena fue transferida al castillo de Lunéville. En la actualidad alberga el Museo lorenés que traza la historia del territorio de Lorena desde la prehistoria hasta la actualidad, pasando principalmente por la historia del Ducado de Lorena.
Se trata de un edificio de estilo gótico-renacentista situado en el corazón del sector salvaguardado de Nancy, justo al lado de la iglesia de los Cordeleros.
El palacio ha sido objeto de varias protecciones al título de los monumentos históricos (clasificado en 1840 y 2005; inscrito en 1945 y 2005).

## Historia

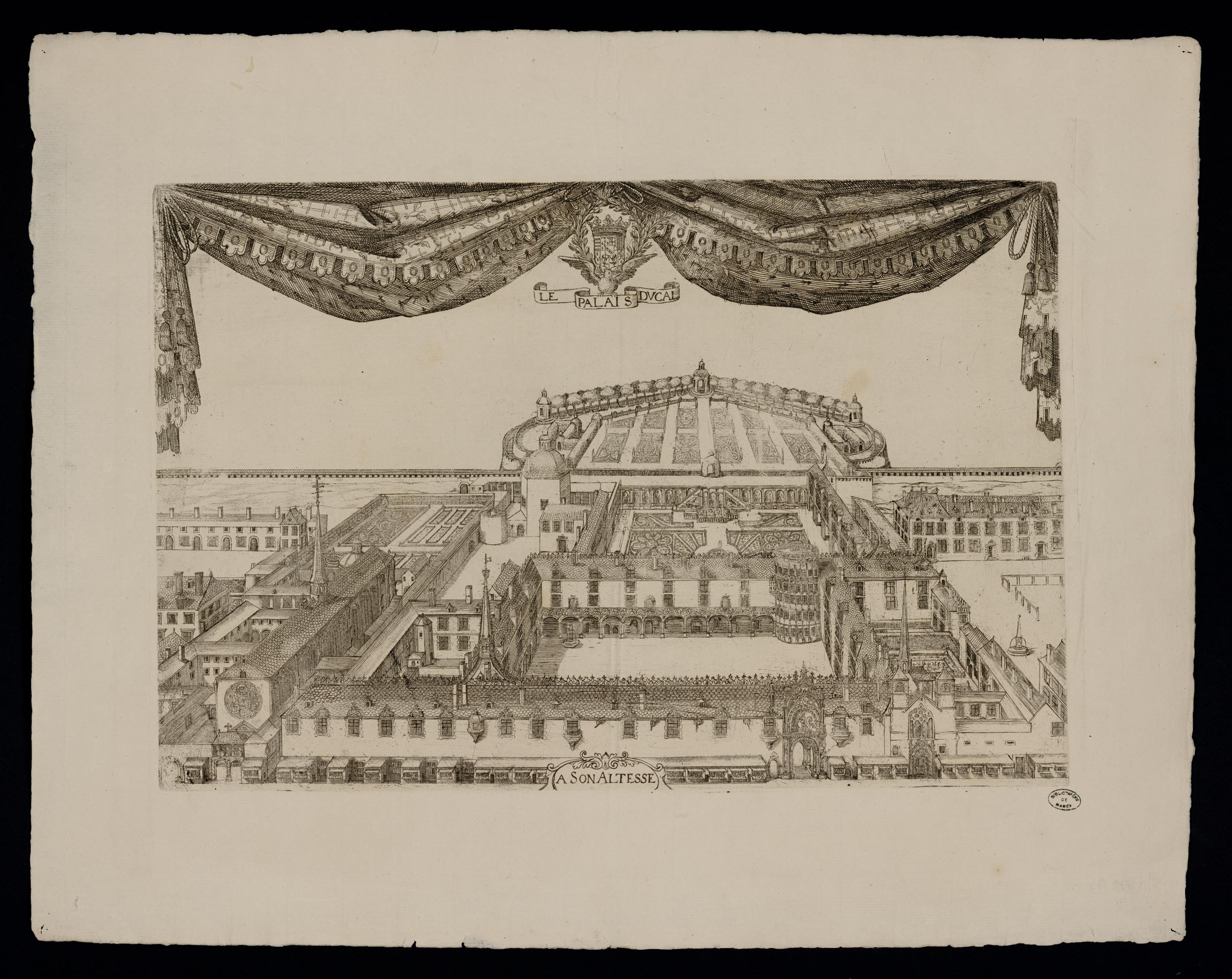
Grabado del palacio ducal (1664, Bibliothèque-médiathèque de Nancy).

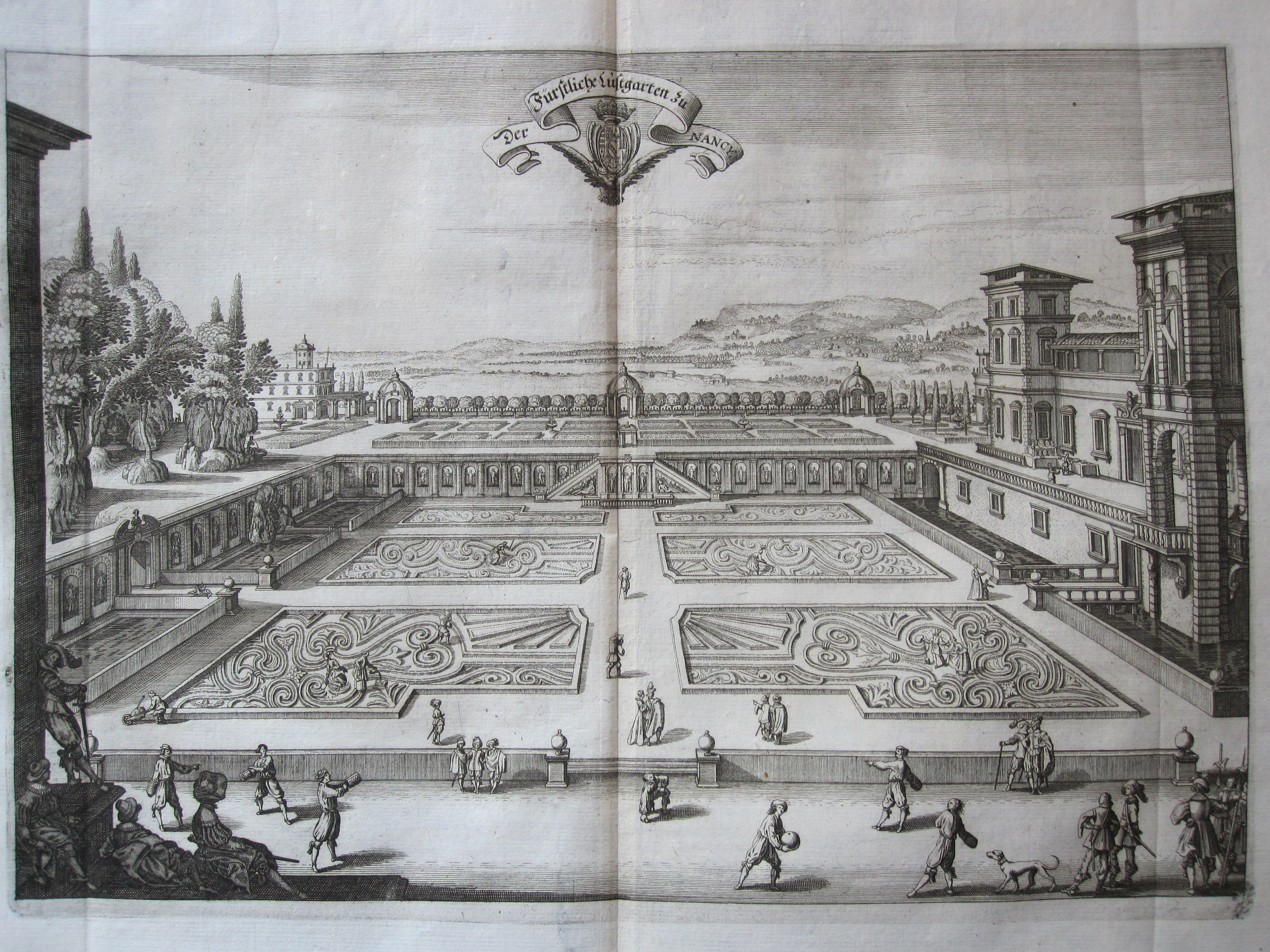
El jardín del palacio ducal con, al fondo, la meseta de Malzéville.

Después de la derrota de Carlos el Temerario, durante la batalla de Nancy en 1477, el castillo de los duques de Lorena estaba en un estado de deterioro avanzado. En 1502, el duque René II ordenó la reconstrucción del castillo en el estilo de la época, es decir, como un palacio renacentista. La obra continuó hasta 1512, durante el reinado del duque Antonio, que sin duda fue el instigador de la portería de carruajes con su propia estatua ecuestre.
El palacio se redujo considerablemente durante el reinado de Leopoldo I de Lorena, que tenía proyectos más grandes.
El palacio ha sido objeto de varias protecciones al título de los monumentos históricos.
- El antiguo castillo ducal fue objeto de una clasificación al título de los monumentos históricos por la lista de 1840.[1]
- El cartouche esculpido, presente sobre la puerta de acceso del guarda del palacio ducal, fue objeto de una inscripción en el título de los monumentos históricos desde el 14 de marzo de 1944.[1]

- El edificio Morey (fachadas y cubiertas), el edificio de la Petite Carrière [Pequeña Cantera] (fachadas y cubiertas), el muro vestigio del Louvre de Boffrand, el antiguo establo adosado a este muro, el antiguo edificio escolar adosado a este muro (fachadas y cubiertas), así como los suelos de los patios del palacio y de la Pequeña Cantera fueron objeto de una clasificación al título de los monumento histórico desde el 21 de diciembre de 2005.[1]
- Las partes interiores del edificio de la Petite Carrière fueron objeto de una inscription como monumento histórico desde el 21 de diciembre de 2005.[1]

## Arquitectura
El palacio ducal de Nancy es el resultado arquitectónico exitoso de la unión de dos estilos: el gótico flamígero y renacentista, siendo este último estilo relativamente tardío en Lorena.
La fachada sobre la calle está puntuada con ventanas renacentistas, disponiendo en la primera planta, de balcones gótico flamígero.

### La Portería
De un estilo muy similar al château de Blois, la portería presenta la estatua ecuestre de Antonio de Lorena bajo un impresionante gablete flamígero del arquitecto Jacques Vauthier en 1511-1512. La decoración es típica del primer renacimiento lorenés cuyas decoraciones italianizantes son particularmente refinadas (candelabros vegetales, angelos, coquilles...).
La estatua ecuestre de 1512, debida a Mansuy Gauvin, fue destruida en 1792 y fue sustituida por una obra de Giorné Viard en 1851.

La Portería
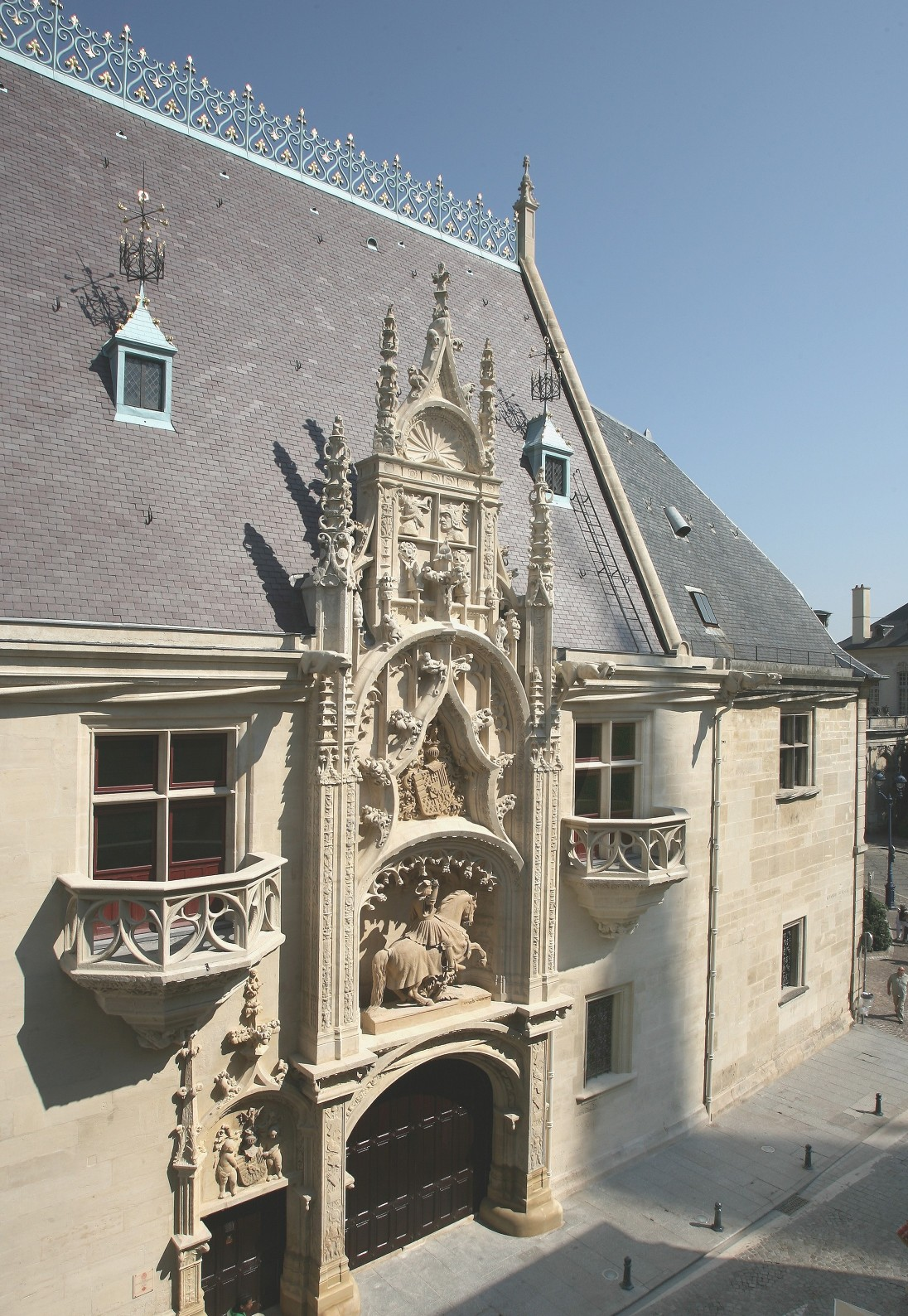
Portería después de la restauración
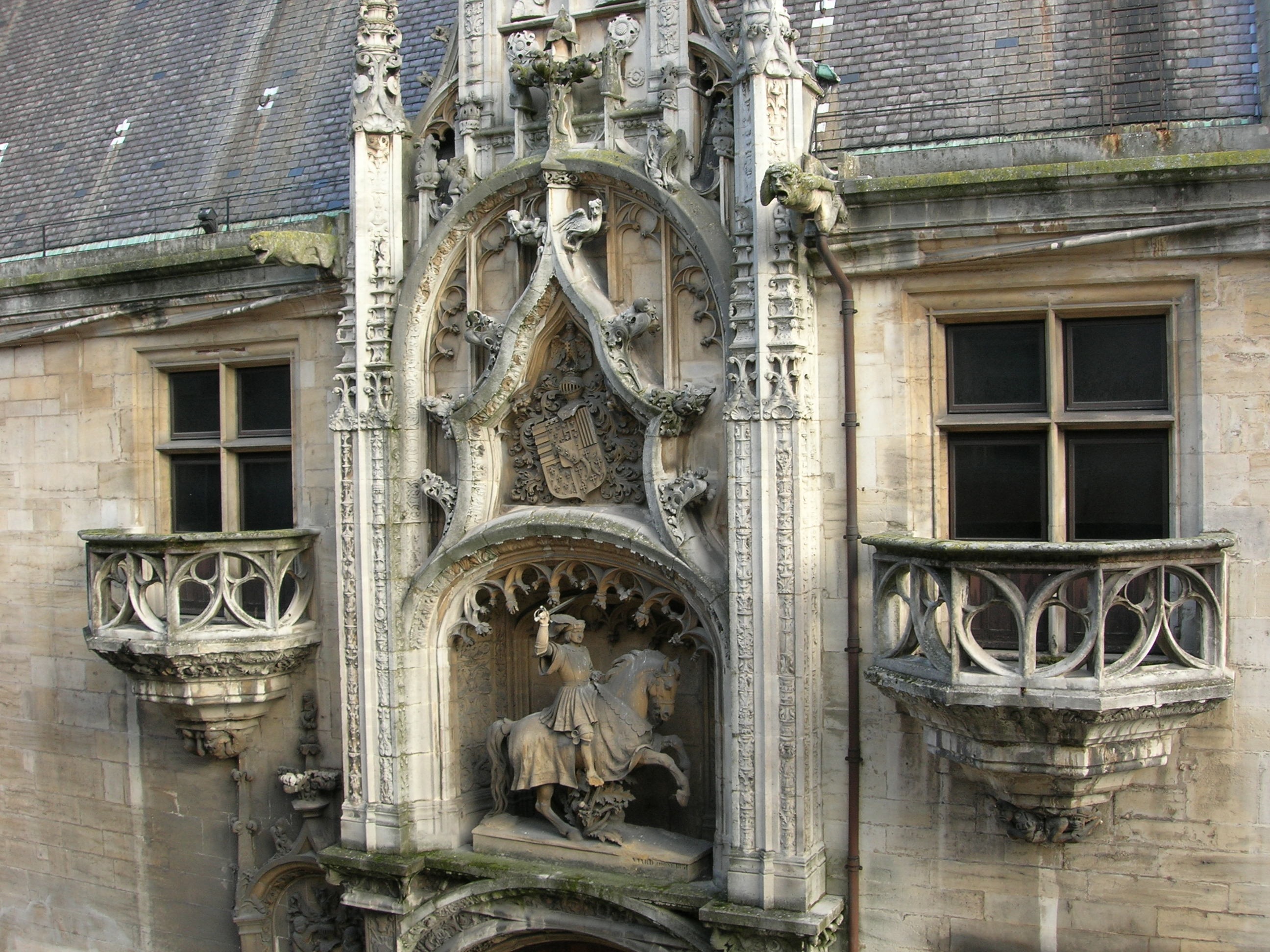
Portería, antes de la restauración
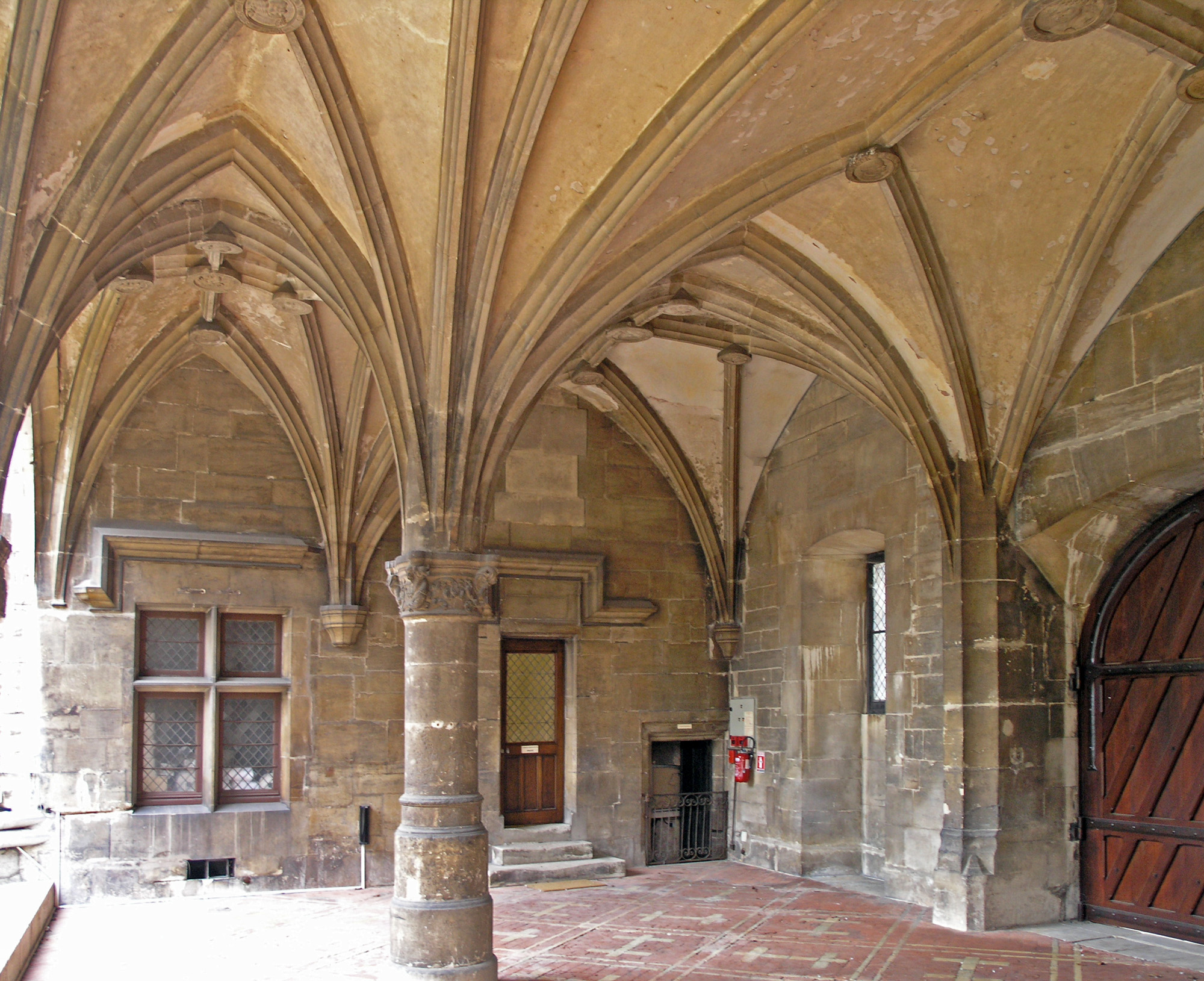
Interior de la portería
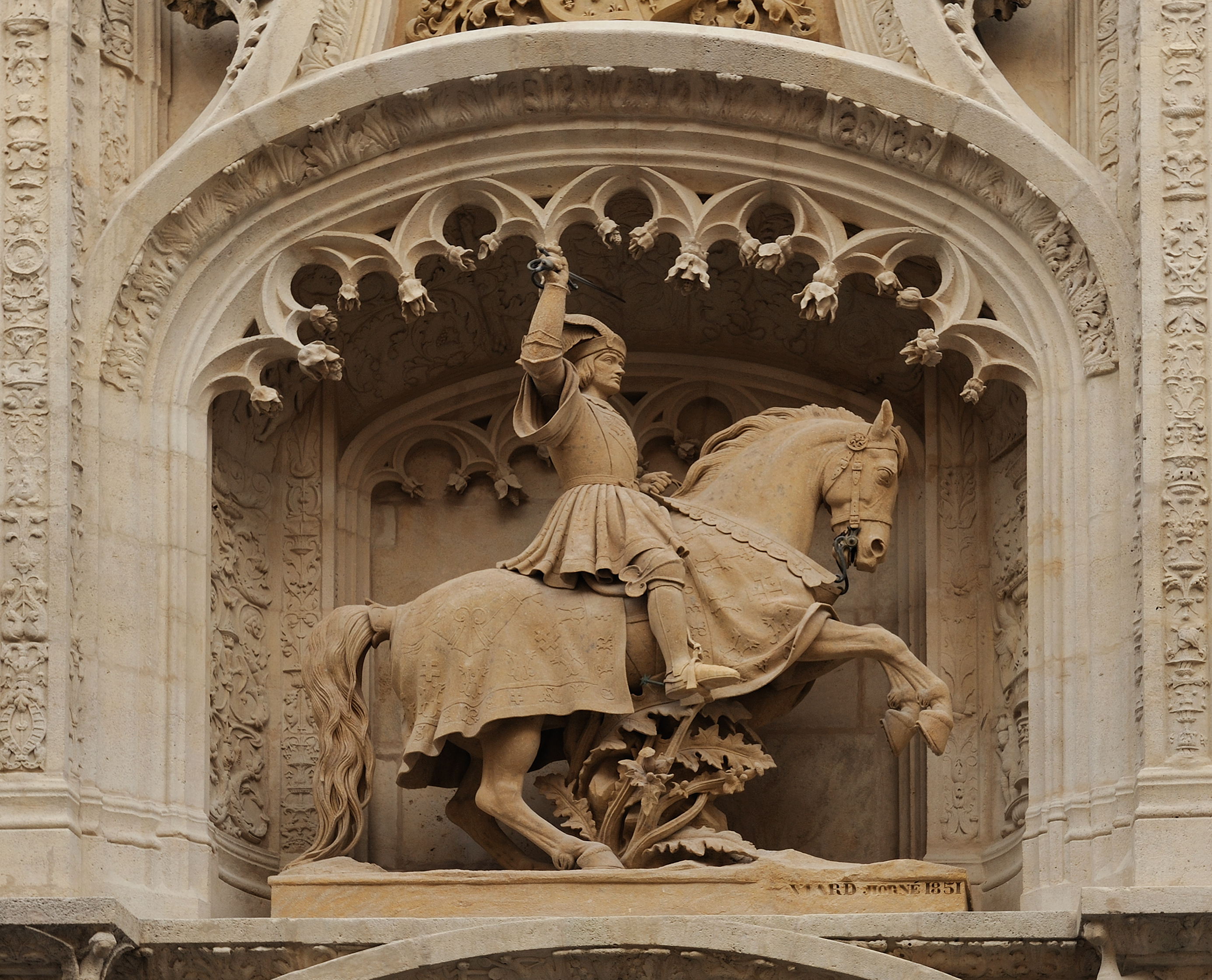
La estatua ecuestre

### Descripción
El interior está embellecido con una galería gótica flamígera realzada con contrafuertes, medallones y huecos, en el primer piso, de un estilo resueltamente renacentista.
El gran salón del piso principal, llamada Galería de los ciervos, era una amplia pieza adornada originalmente con un magnífico artesonado, el primero de Francia decorado con escenas pintadas, que desgraciamente fueron destruidas por un incendio en 1871.
La torre del reloj alberga una escalera de caracol que permite el acceso a los pisos por las alas del palacio. Esta última, rematada por una flecha, dispone de los muchos símbolos del ducado de Lorena: cardos, cruces de Lorena, alerions, corona.
El palacio ducal tuvo en su día una monumental escalera de doble revolución, también desaparecida hoy.
El edificio fue muy dañado por el duque Leopoldo I de Lorena, que quería construir un gran palacio ducal capaz de rivalizar con El Louvre. Con este fin, hizo destruir tres cuartas partes del palacio de René II, así como la colegiata de San Jorge, que entonces albergaba las primeras tumbas de los duques de Lorena. Debido a la falta de fondos, aunque también a la ocupación francesa de la ciudad ducal (1702-1714), Leopoldo, que también estaba llevando a cabo la reconstrucción del castillo de Lunéville, tuvo que resignarse a abandonar este proyecto de «Nouveau Louvre». Actualmente, no se conservan de esta época más que dos edificios de baja altura situados en el fondo del jardín y muy modificados, aunque las pilastras del nuevo Louvre son todavía visibles desde los jardines del palacio del gouverneur.
Sobre los cimientos de este gigantesco palacio inacabado, el rey de Polonia y duque de Lorena Stanislas Leszczyński construyó el palacio del Gobernador y su jardín.
Si la construcción se hubiese llevado a su plenitud, el palacio de Leopoldo I de Lorena habría debido tener las dimensiones del palacio del Gobernador y de su jardín, basándose en el principio del patio cuadrado del Louvre.
Después del incendio de 1871, la parte norte de la fachada fue restaurada en un estilo renacentista mucho más afirmado que para la portería.

Vistas exteriores del palacio ducal
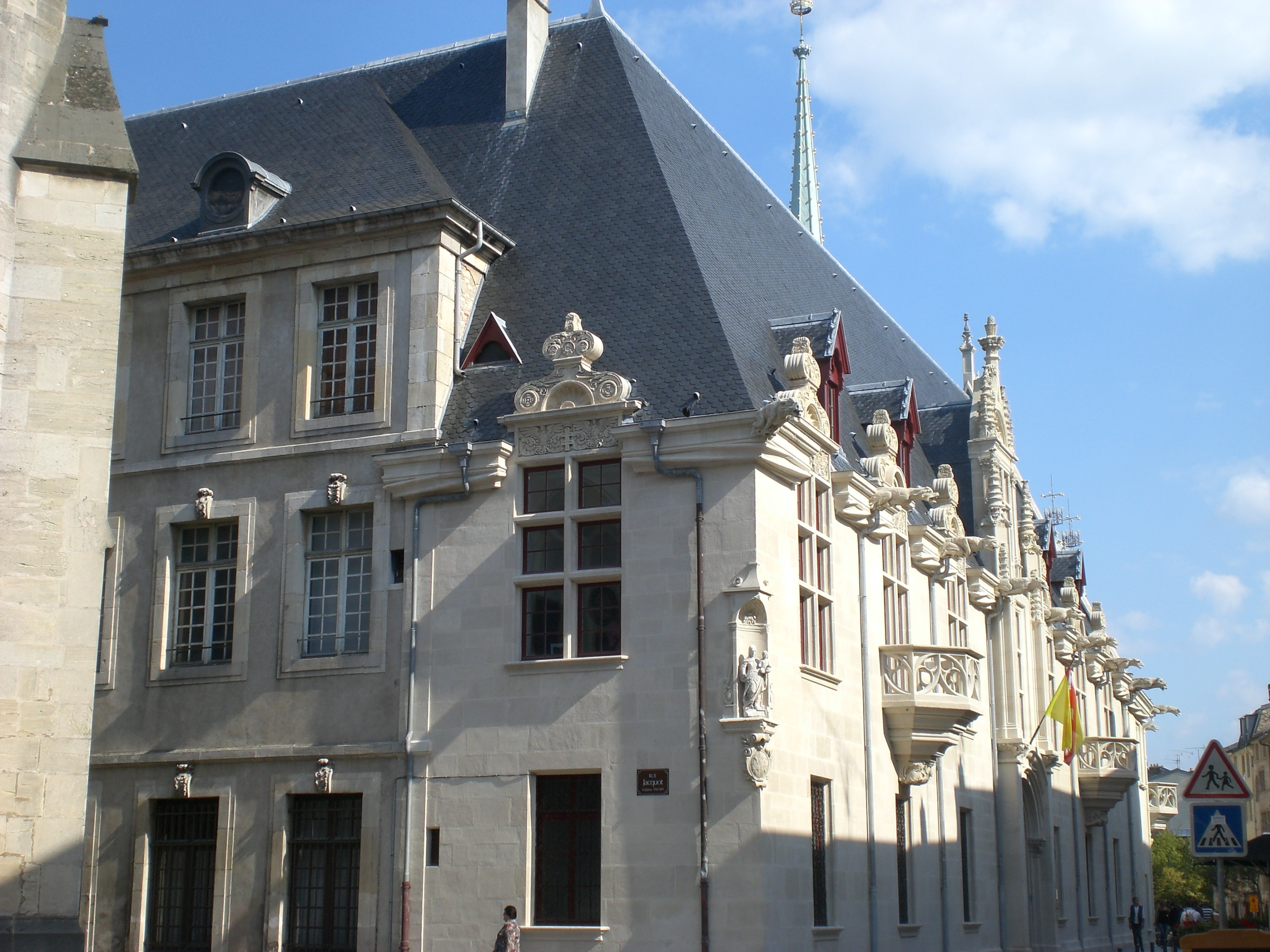
Fachada exterior
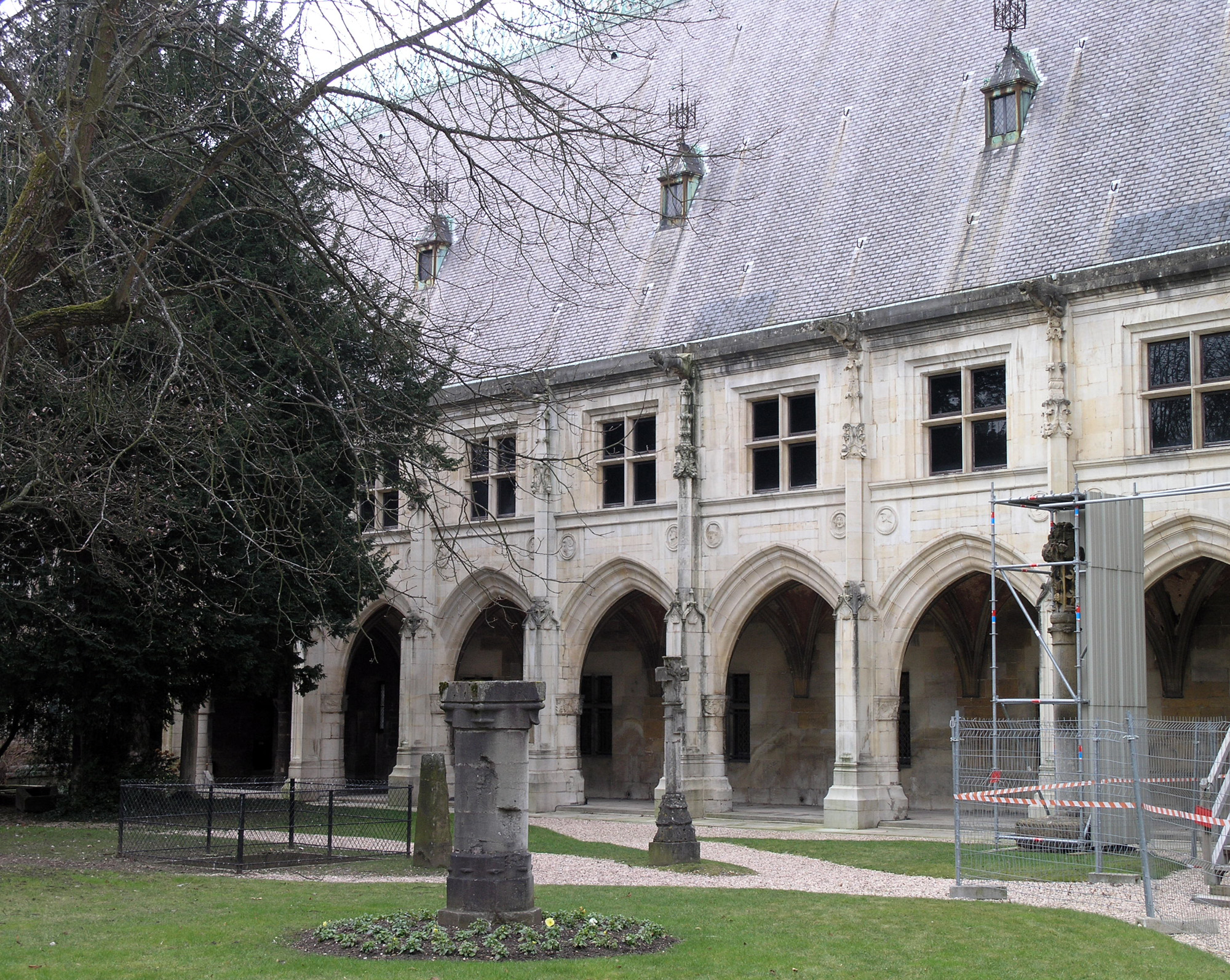
Fachada interior del patio
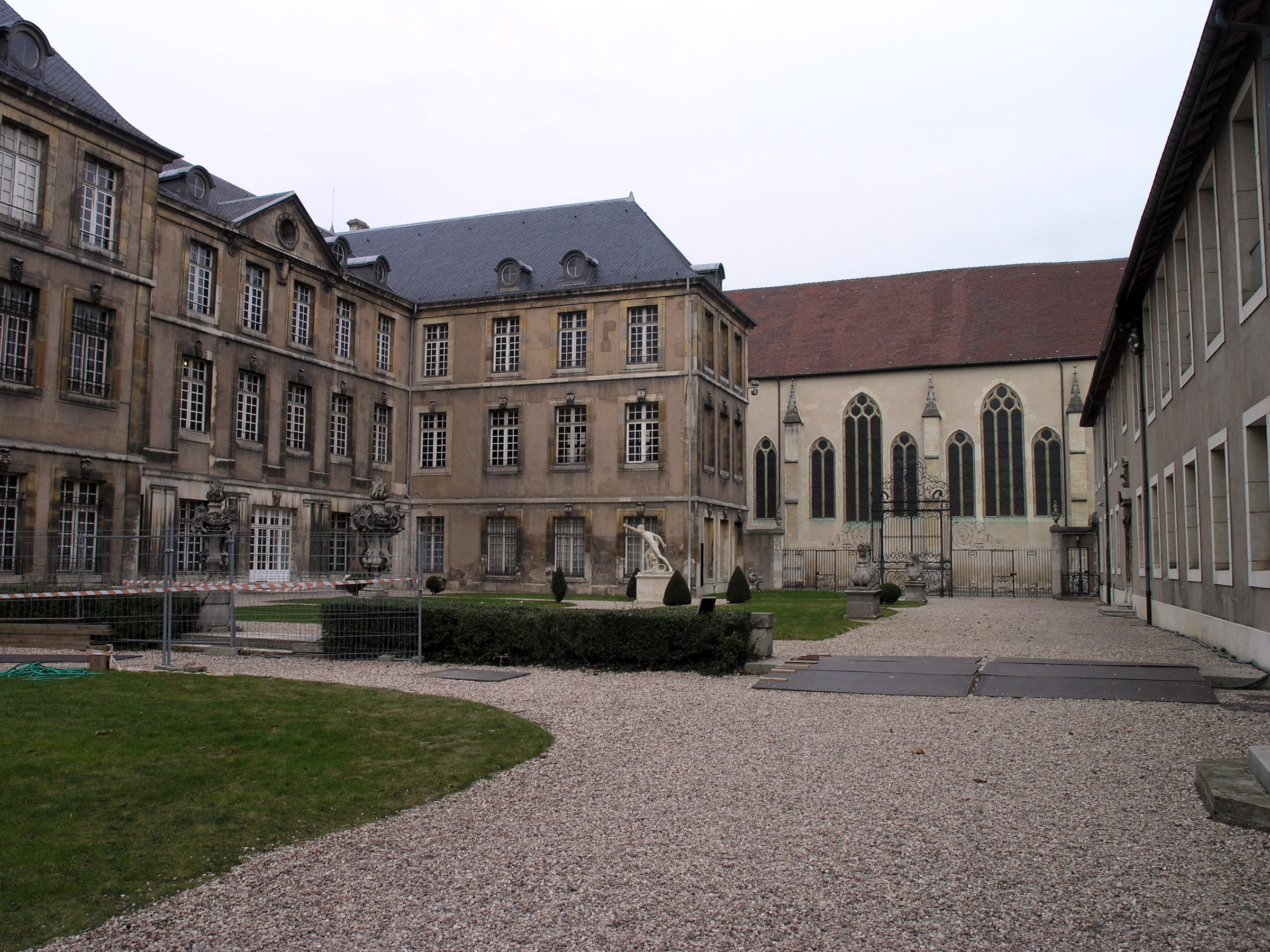
Fachada interior del patio
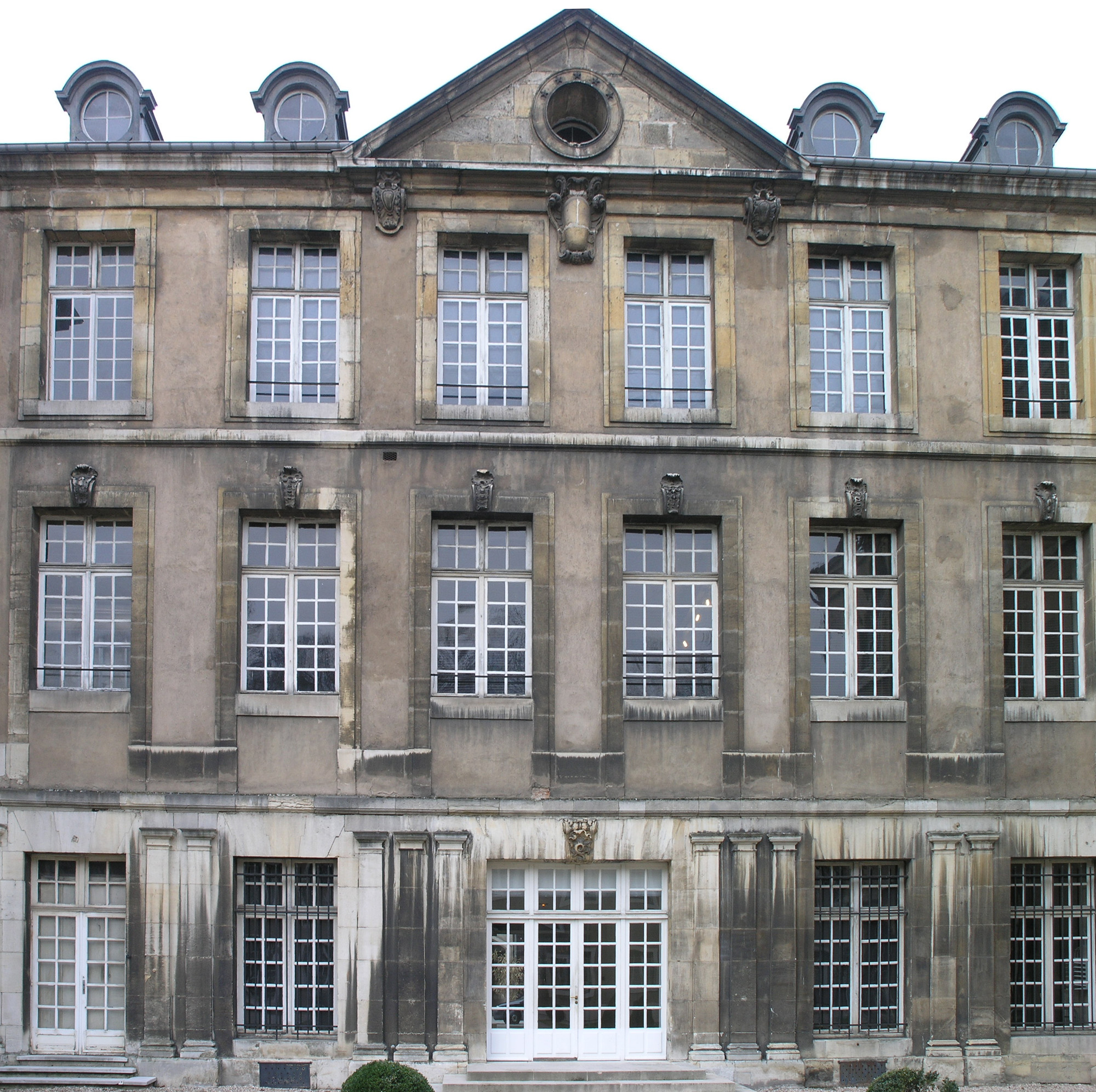
Fachada interior al patio, hoy parte del museo Loreno
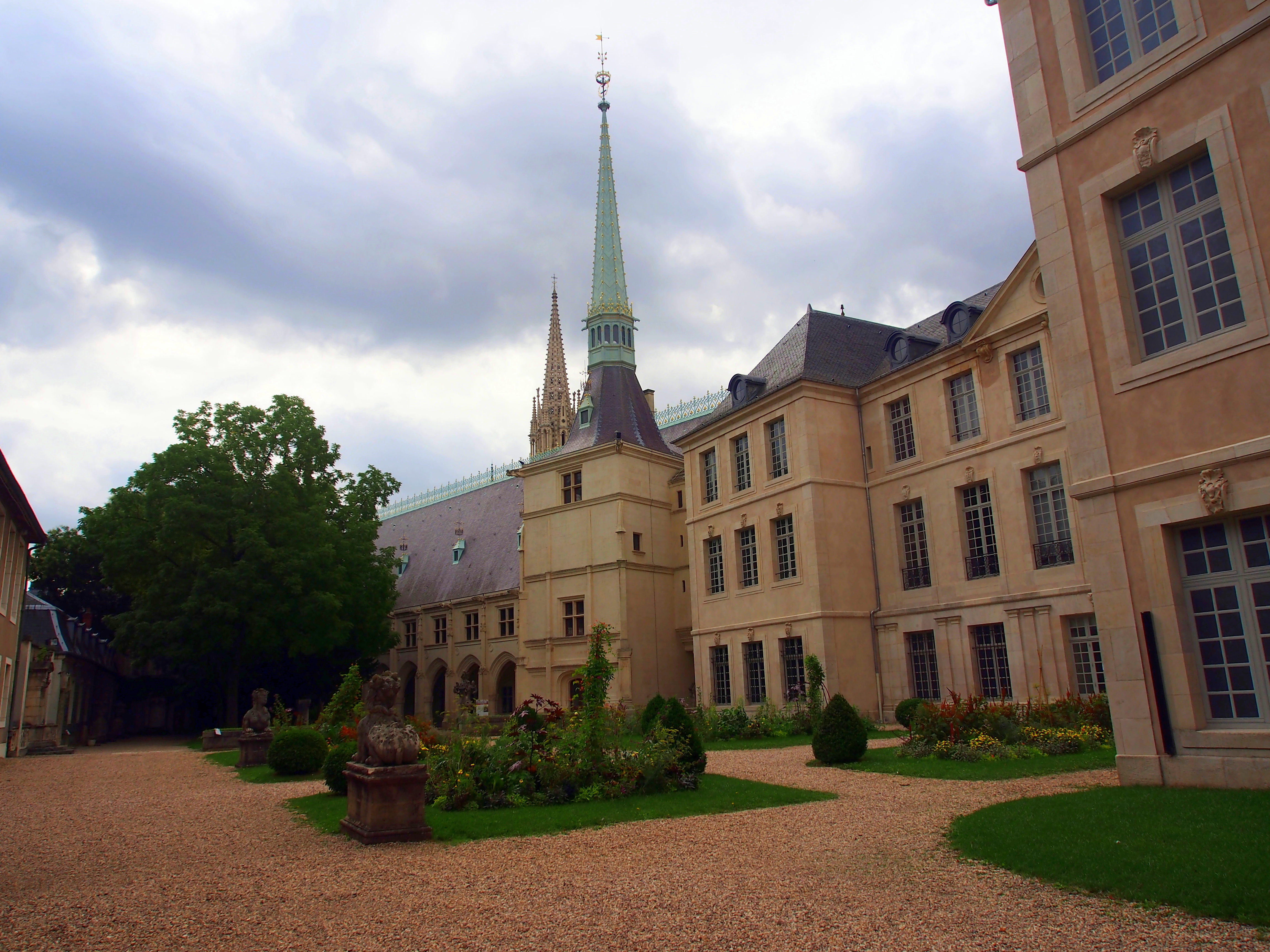
Interior del palacio, vista del lado del jardín
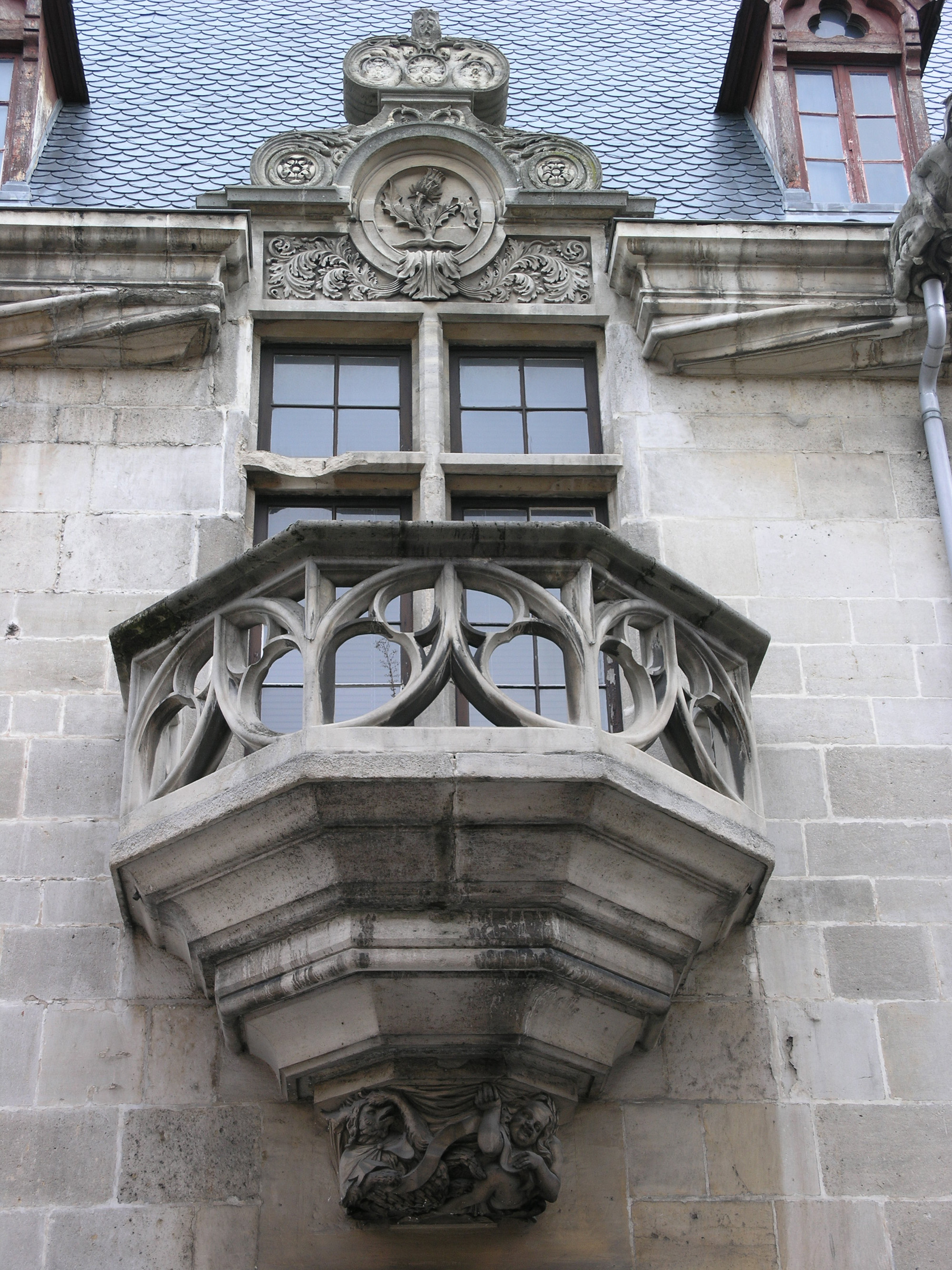
Ventana y balcón sobre la calle
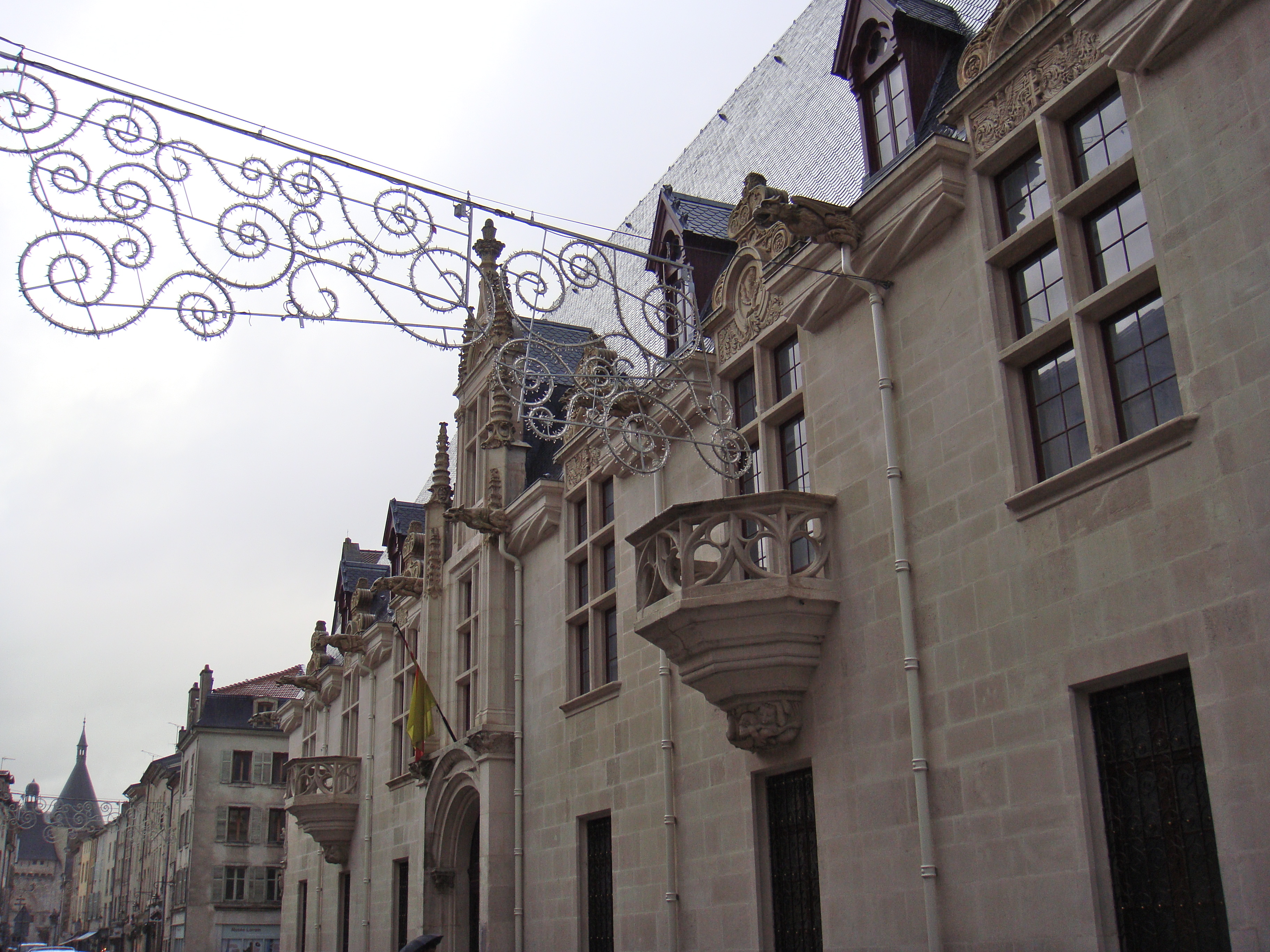
Fachada exterior

## Museo histórico lorenés
El Museo de lorena, presenta la historia de Lorena desde los primeros hombres, la historia de la corte de los duques, incluyendo al famoso Stanislas Leszczyński. Las colecciones terminan en el Imperio.
El recorrido presenta también a los muchos artistas que han contribuido al esplendor de la corte de Lorena durante siglos: Ligier Richier, Georges de La Tour, Jacques Callot, Louis Cyfflé, Clodion, así como las manufacturas lorenesas de mayólicas (Lunéville...).
El museo también se complementa con el Museo de las artes y tradiciones populares lorenesas (Musée des arts et traditions populaires lorraines), ubicado en el convento de los Cordeleros (siglo XVIII), adyacente al palacio, así como en la iglesia de los Cordeleros (siglo XV) y la capilla de los Cordeleros (siglo XVII), que alberga los enfeus y tumbas de los duques de Lorena.

## Galería de imágenes

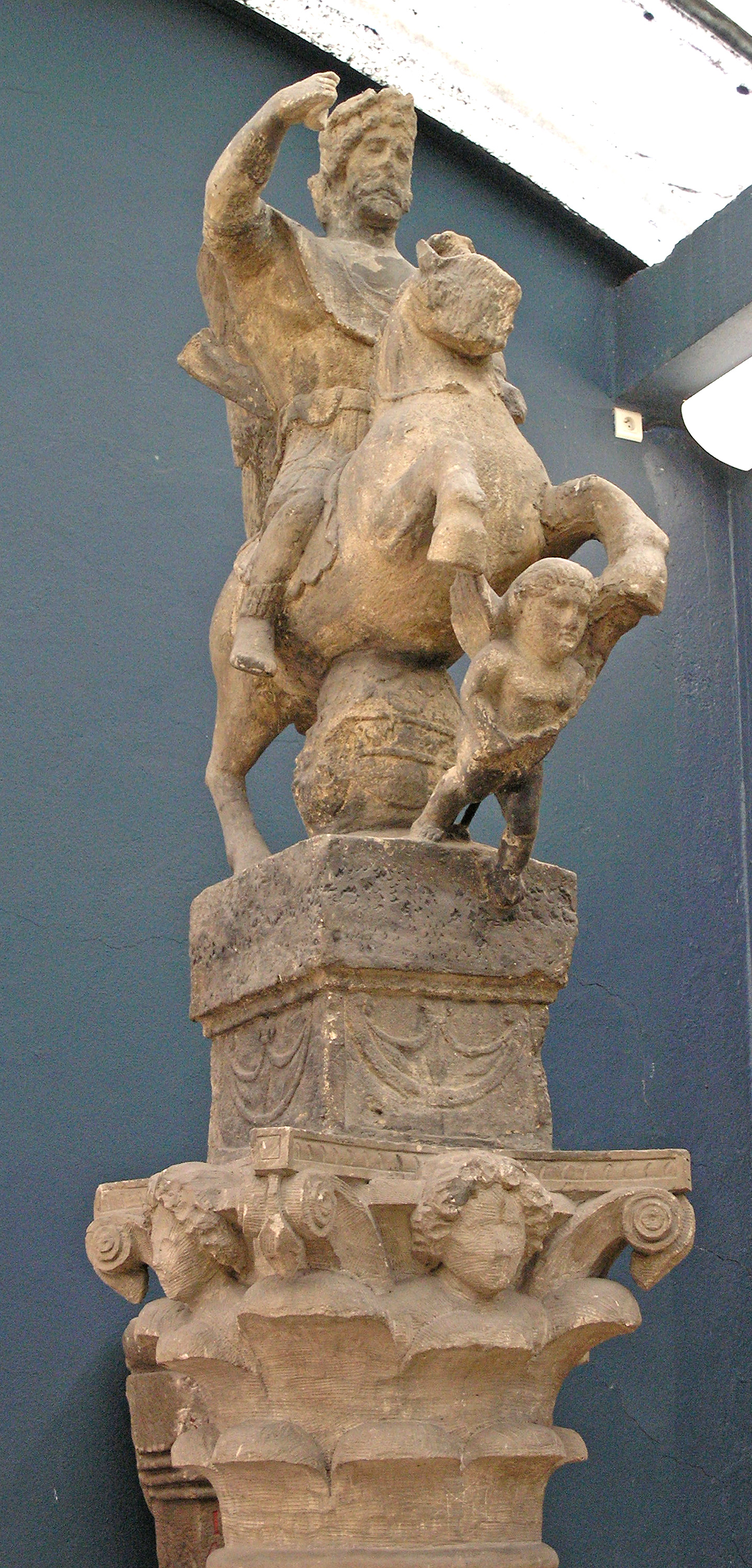
Júpiter galorromano al anguípedo
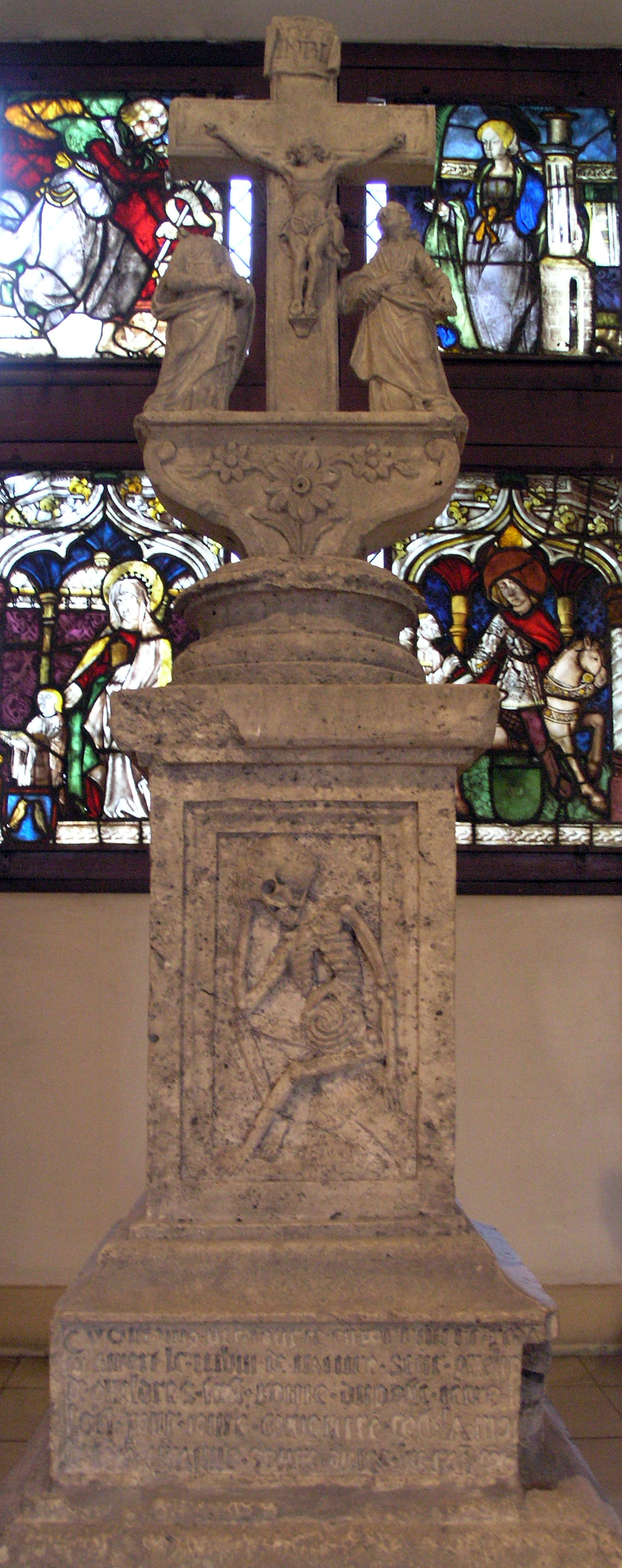
Monumento a Felipa de Güeldres (siglos XVI-XVIII)
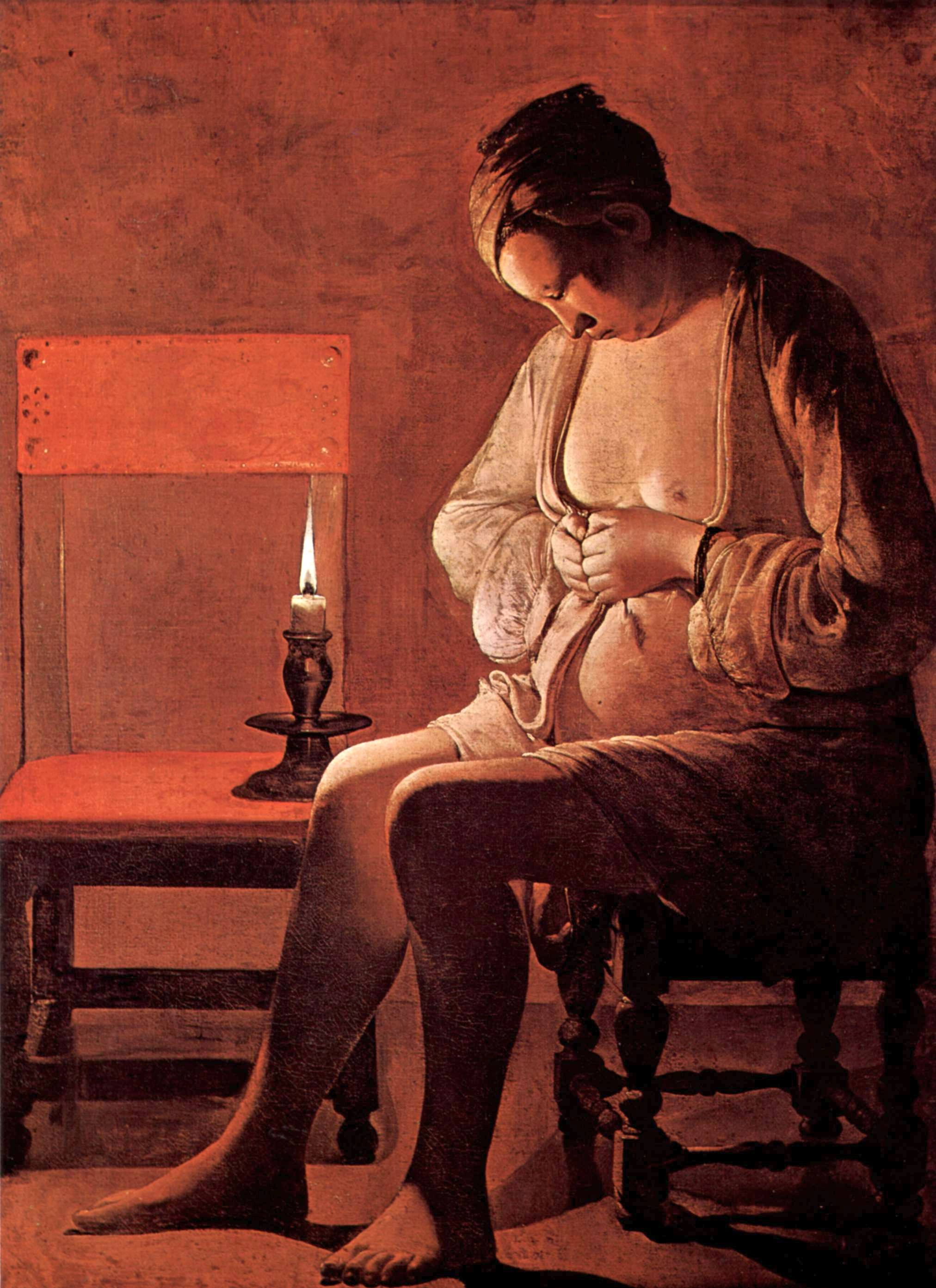
Georges de La Tour (siglo XVII)
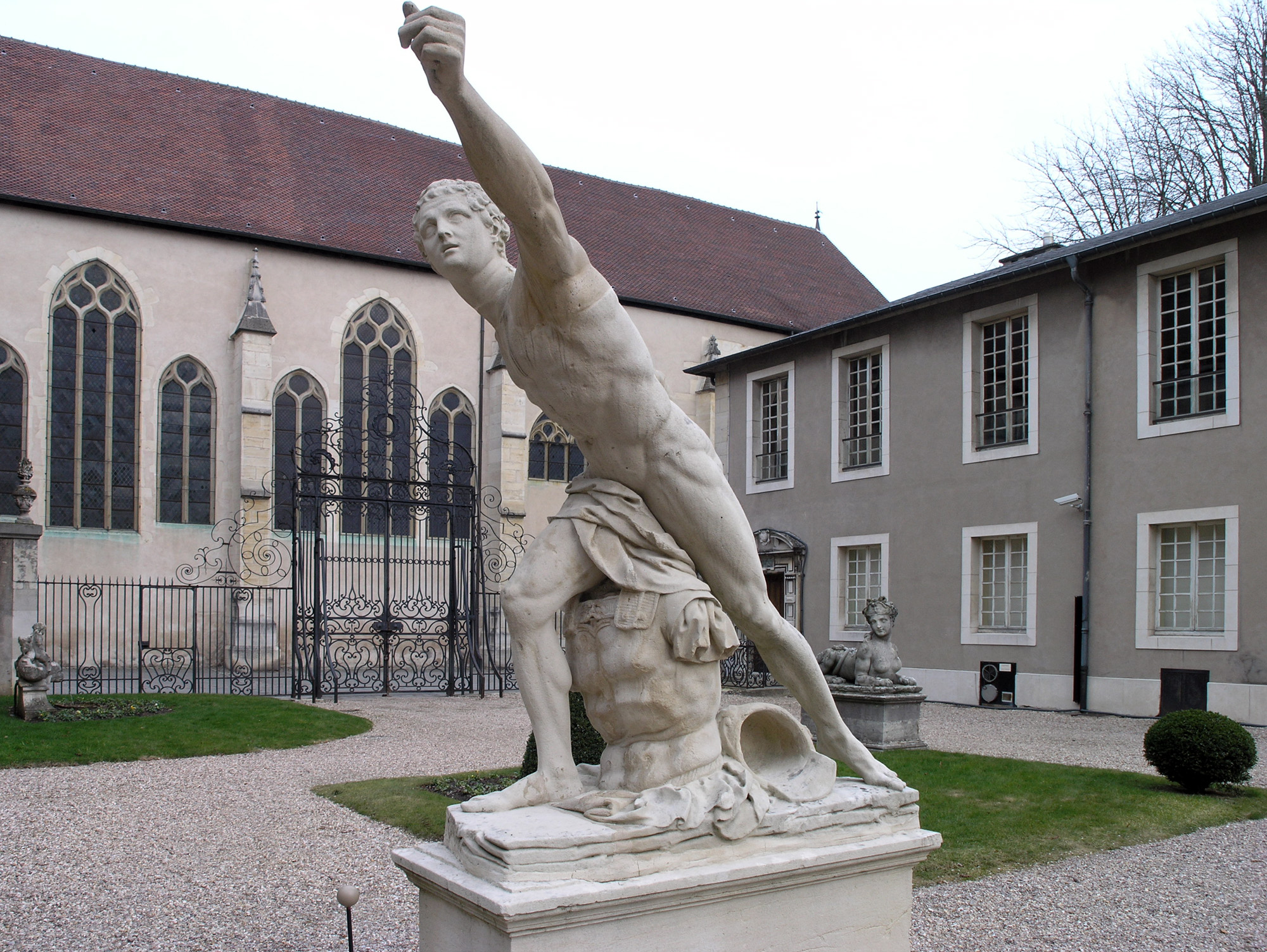
Gladiador Borghese, copia (siglo XVIII)
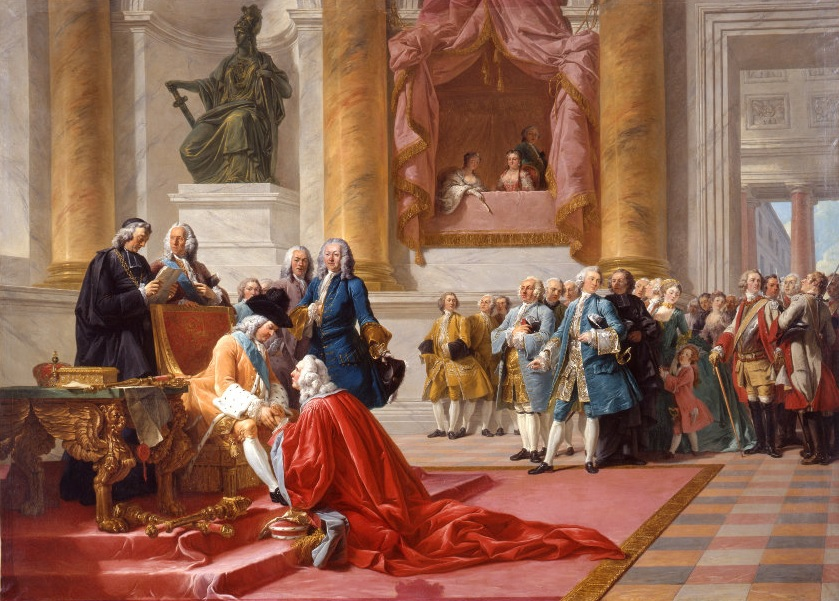
François-André Vincent (1778)
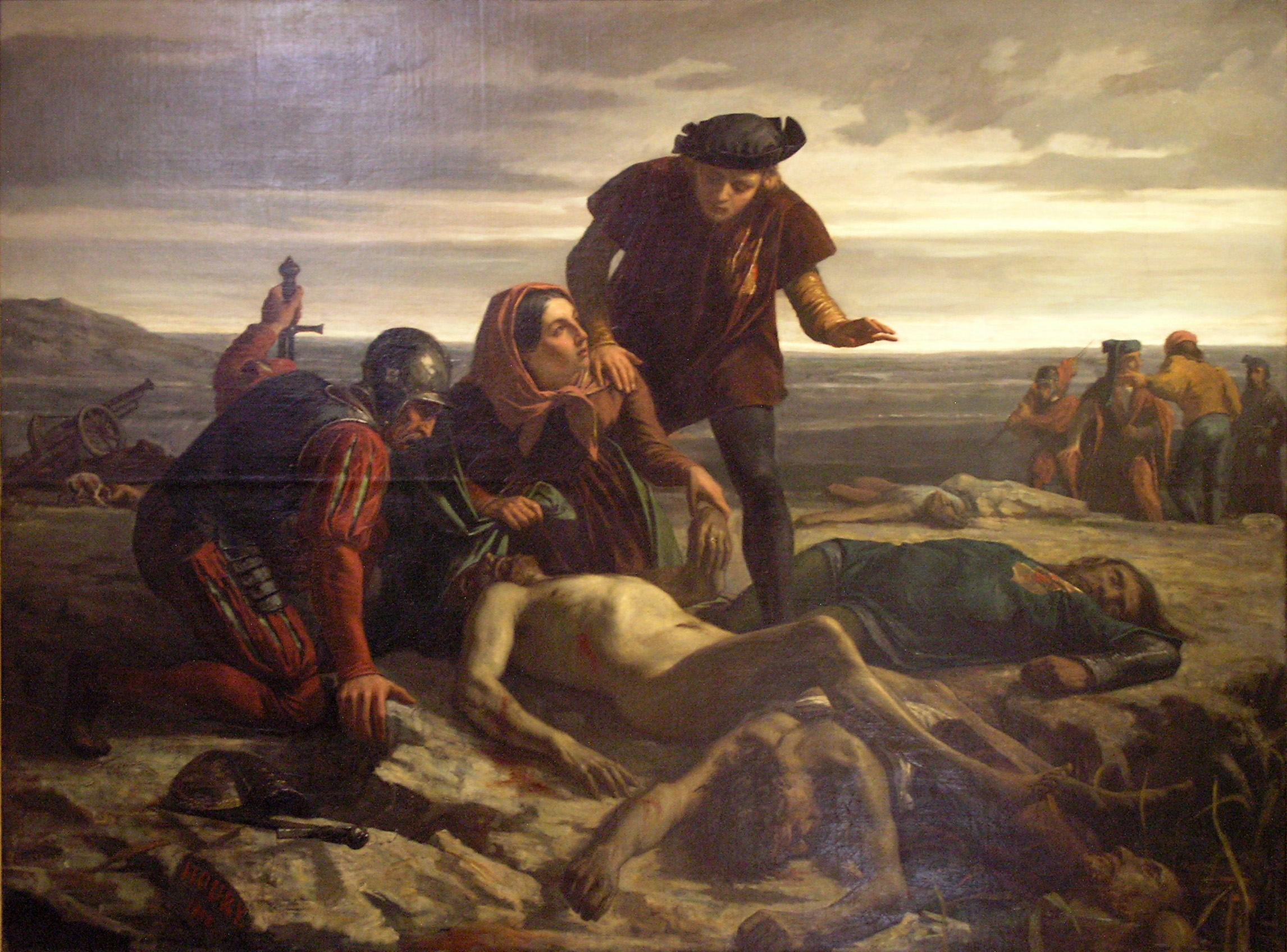
Descubrimiento del cuerpo de Carlos el Temerario (siglo XIX)